# Котков, Роман Игоревич
Рома́н И́горевич Котко́в (род. 28 апреля 1987) — российский автор и сценарист комиксов, редактор, переводчик. Работал над сериями комиксов «Майор Гром», «Инок», «Мироходцы», «Время Ворона» и многих других, один из продюсеров и сценаристов фильма «Майор Гром: Чумной Доктор». В прошлом переводчик и редактор в издательствах «Комикс» и «Эксмо», ныне — главный редактор издательства Bubble Comics.
В Bubble Роман Котков устроился в 2014 году на должность выпускающего редактора. С 1 октября 2015 года он сменяет Артёма Габрелянова, основателя издательства, на посту главного редактора Bubble Comics. Сам Габрелянов перешёл в Bubble Studios и стал заниматься созданием экранизаций комиксов своего издательства.

## Биография

### Ранние годы
Роман Котков родился 28 апреля 1987 года. С детства увлекался комиксами. По словам Коткова, его любовь к комиксам и английскому языку, определившая его будущие профессии комиксиста и переводчика, была сформирована его дядей. Вместе с ним юный Роман посещал Горбушку, старый рынок в Москве, популярное в то время место торговли зарубежной мультимедиапродукцией. По купленным зарубежным журналам он учил английский язык, чуть позже образовался интерес к фантастике и супергероям. Окончив школу, поступил в МГЛУ, где закончил переводческий факультет по специальности «английский и арабский языки». Во время учёбы активно интересовался комиксами, был участником форумов на сайте издательства «Комикс»:
Моя история взаимоотношений с издательством «Комикс» началась очень забавно. Я помню, как на форуме постоянно обсуждали качество переводов ИДК в негативном смысле, и решил, что, раз уж я учусь на переводчика, почему бы не испытать судьбу и не отправить им письмо с предложением. Помню, что взял какой-то выпуск, прямо в письме раскритиковал пару переведённых предложений, предложил там же свои услуги.
С 2010 по 2014 годы работал редактором в издательствах «Комикс» и «Эксмо», где занимался переводом американских комиксов. Параллельно работе был одним из авторов сайта о комиксах SpiderMedia.ru, посвящённого комиксам и поп-культуре в целом, писал статьи на соответствующую тематику. В ИД «Комикс» переводил и адаптировал комиксы американского издательства Marvel Comics, а также занимался составлением и оформлением комикс-форумов, специального раздела, располагавшегося в конце выпуска. В «Эксмо», среди прочего, Котков работал над написанием сюжетов к раскраскам с супергероями, а также совместно с Евгением Ерониным, будущим сценаристом комиксов Bubble, перевёл «Энциклопедию Marvel Heroes». Энциклопедия была издана в 2015 году, когда Котков уже покинул издательство и устроился работать в Bubble Comics.

### Работа в Bubble Comics
В индустрии комиксов редактор — это не совсем тот человек, который говорит поправить запятые и сдать номер в срок, это человек, который предлагает идеи, новые истории, сюжеты, поставить сюда этого персонажа, а здесь убить другого. Во многом редактор — тоже соавтор историй, где-то больше, где-то меньше.
Роман Котков был принят на роль выпускающего редактора Bubble Comics в 2014 году. Год спустя Котков сменил Артёма Габрелянова на посту главного редактора. Сам Габрелянов основал киноподразделение Bubble Studios и начал активно заниматься созданием фильмов по мотивам комиксов своего издательства. При Коткове в Bubble Comics поменяли типографию — на нижегородский «Юнион Принт», а офис редакции был перенесён с пятого этажа здания холдинга News Media в бывшее здание типографии «Правда» в районе Ямского поля, в котором после 2011 года сформировался кластер российской медиа-индустрии, от редакций СМИ до звукозаписывающих компаний. Офис представлял собой небольшое помещение на пятом этаже.
В июне 2018 года Котков запускает придуманную им инициативу под названием «Новые герои Bubble». Суть проекта заключалась в отборе авторов, которым будет доверено создание совершенно новой постоянной серии комиксов, в будущем части вселенной Bubble. Согласно словам главного редактора, всего на конкурс было подано свыше 171 заявки. Из них было отобрано девять работ, после чего творческие команды этих комиксов были разбиты на три группы, работа каждой из которых курировалась одним из представителей редакционной коллегии издательства: собственно, самим Романом Котковым, а также Артёмом Габреляновым и Евгением Ерониным. Конечным победителем конкурса «Новые герои Bubble» стал «Сокол» — научно-фантастическая история, повествующая о советском космонавте Викторе Соколове.
Помимо непосредственно редакторской работы Котков также писал сценарии для некоторых серий комиксов издательства. Так, он стал одним из сценаристов первого глобального кроссовера Bubble — «Времени Ворона». Главный редактор рассказывал, что создание глобального кроссовера — это «настоящее испытание», так как нужно было уделить внимание и выделить «экранное время» большому количеству персонажей. Также он выступил сосценаристом серии «Мироходцы» (вместе с Евгением Федотовым), продолжения серии «Инок» в рамках инициативы «Второе дыхание», и был сценаристом сюжета «Загадка Сфинкса» серии «Майор Гром», основанной на сценарной заявке комиксиста Виталия Терлецкого. Позже наработки из этого сюжета использовались в полнометражном фильме «Гром: Трудное детство» режиссёра Олега Трофима.
После основания Bubble Studios Роман Котков участвовал в создании полнометражного фильма «Майор Гром: Чумной Доктор» в качестве продюсера и одного из сценаристов экранизации. Он также снялся в фильмах «Майор Гром: Чумной Доктор» и «Майор Гром: Игра» в качестве камео, исполнив роль новостного корреспондента. 10 октября 2021 года выходят «Крутиксы» — детский российский мультсериал, созданный совместными усилиями Bubble Studios и студии «Союзмультфильм». Котков работал над мультсериалом в качестве одного из сценаристов, а также в качестве сценарного консультанта. Помимо этого он озвучил двух персонажей мультфильма: Капитана Топса и Антисола.

## Восприятие
Большую часть комиксов, над которым Роман Котков поработал в качестве сценариста, он писал совместно с другими авторами издательства Bubble. Давид Пириянц, обозреватель от сайта GeekCity, положительно оценил сюжет «Загадка Сфинкса», отметив при этом несколько отличительных черт Коткова как сценариста. Во-первых, сюжет выделялся лаконичностью — «Загадка Сфинкса» продлилась три выпуска, в то время как истории Артёма Габрелянова, создателя серии, насчитывают от шести до девяти выпусков. Во-вторых, необычным для «Майора Грома» жанром простого нуарного детектива, наличием злодея с суперспособностями, а также проведением черты между актуальными приключениями майора Грома и его второй схватки с Сергеем Разумовским, прошедшим в сюжете «Игра» и кроссовере «Время Ворона».
Совместно написанный с Евгением Федотовым кроссовер «Время Ворона» критики также оценили, отметив его влияние на последующие события в четырёх основных сериях издательства: «Бесобое», «Майоре Громе», «Иноке» и «Красной Фурии». Обозреватель «Канобу» Денис Варков похвалил авторов за длительную и тщательную подготовку к глобальному событию, а также за сцены, в которых герои вселенной издательства попадают в ранее невиданные ситуации. Владимир Самойлов, журналист ресурса Disgusting Men, отмечает, что после событий кроссовера комиксы Bubble обрели более серьёзный тон, что пошло им на пользу. Арсений Крымов, бывший редактор журнала «Мир фантастики», назвал кроссовер своего рода «мягким перезапуском» для большинства серий вселенной: он так или иначе повлиял на всех персонажей, дал им новые цели, мотивы, а иногда и новые способности, и избавил от лишних и устаревших деталей.

## Фильмография
| Год  | Название                  | Сценарист | Продюсер  | Актёр     |
| ---- | ------------------------- | --------- | --------- | --------- |
| 2017 | Майор Гром                |           | зелёная ✓ |           |
| 2021 | Майор Гром: Чумной Доктор | зелёная ✓ | зелёная ✓ | зелёная ✓ |
| 2021 | Крутиксы                  | зелёная ✓ | зелёная ✓ | зелёная ✓ |
| 2023 | Майор Гром: Игра          |           |           | зелёная ✓ |

### Интервью
- «Важно не подстраиваться под других, потому что только себе и можно верить»: Роман Котков в проекте X→Y→Z. 66.ru (17 сентября 2021). — Интервью. Дата обращения: 30 ноября 2023.

- Роман Котков: комиксы в России развиваются семимильными шагами. «РИА Новости» (25 сентября 2022). — Интервью. Дата обращения: 30 ноября 2023.

- Из читателей комиксов в авторы. Большое интервью с главным редактором Bubble Романом Котковым. «Канобу» (11 августа 2018). — Интервью. Дата обращения: 30 ноября 2023.